# Ashley Boettcher
Ashley Boettcher (Texas; 3 de septiembre de 2000) es una actriz y actriz de voz estadounidense. Sus proyectos actuales incluyen: Gideon's Gift, Partners, Judy Moody and the Not Bummer Summer, Mr. Popper's Penguins, Little Fockers, Shrek Forever After, Aliens in the Attic, y un buen número de anuncios publicitarios nacionales.

## Carrera
Desde el principio, Ashley ha sido un artista intérprete o ejecutante. Desarrolló sus habilidades naturales de conversación y la actuación a una edad muy temprana.
Ashley comenzó a tomar clases de baile a los dos años, que la llevó a competir en competencias. Su primer trabajo en solitario, "Animal Crackers", ganó el primer lugar, en la que los jueces se sorprendieron con la presencia en el escenario ella poseía un niño de dos años. Las actuaciones no se limitan a las competencias; se puso un espectáculo dondequiera que había un público disponible.
A los tres años, ella tuvo su primera audición para un comercial. El director la reconoció como "natural" y dijo que sólo vio a otro niño como ella en toda su carrera. Al día siguiente, consiguió el papel principal.
Cuando Ashley tenía cuatro años, comenzó sus estudios formales de actuación y al año siguiente, ella aceptó la representación de una agencia de Los Ángeles. Ashley ha estado en múltiples comerciales, largometrajes y series de televisión, mostrando constantemente una gran pasión por las artes escénicas por el seguimiento diligente de mejora a través de los profesores, entrenadores y modelos a seguir.
Ashley ha recibido numerosos premios por sus actuaciones, incluyendo el premio Rising Star. Le encanta leer, cantar, bailar, ir en bicicleta, crear historias, escribir canciones y escuchar música.
Ashley ha estado trabajando duro durante el 2011 no sólo con las películas, sino también con la televisión, comerciales, voz en off, juguetes y videojuegos. Algunos de los proyectos que ha estado involucrada son: Gideon's Gift, ha sido elegida como Gideon Mercer. La película está basada en el libro con el mismo nombre de Karen Kingsbury. En Aliens in the House, un piloto de Cartoon Network, en el papel de Phobe. En el episodio "Camp It Up" de la serie de Disney Channel Shake It Up, donde interpretó a Suzy. En Partners, un piloto de ABC, donde interpretó el papel de joven Mattie. En "Judy Moody & the NOT Bummer Summer", como Jessica Finch. Y, por supuesto, ella es Hannah Pearson en Aliens in the Attic.
También se puede oír su voz en "Happy Feet Two", "X-Men: primera generación", "Shrek Forever After", "Mr. Poppin's Penguins", "Little Fockers" y en el videojuego de Disney, Tangled, las voces de Ashley de las tres hermanas. Ella es también la voz de Toddler Cinderella Doll. Hay otros proyectos que Ashley está trabajando.
Algunos de sus comerciales nacionales incluyen - Manwich, Samsung, Quilted Northern, Go-Gurt, Burger King, Sears, entre otros.

## Filmografía
| Año       | Título                                     | Personaje                      | Notas                        |
| --------- | ------------------------------------------ | ------------------------------ | ---------------------------- |
| 2006      | Las Vegas                                  | Hermana menor                  | Episodio: "White Christmas"  |
| 2009      | Prison Break                               | Nieta de Garlic Cutter         | Episodio: "Allen"            |
| 2009      | Aliens in the Attic                        | Hannah Pearson                 |                              |
| 2010      | Shrek Forever After                        |                                | Voz                          |
| 2011      | Partners                                   | Joven Mattie Scott             | Película para televisión     |
| 2011      | Battle: Los Angeles                        | Niña de 9 años (sin acreditar) |                              |
| 2011      | Judy Moody and the Not Bummer Summer       | Jessica Finch                  |                              |
| 2011      | Shake It Up                                | Suzy Richman                   | Episodio: "Camp It Up"       |
| 2013      | Aliens in the House                        | Phoebe                         | Película de televisión       |
| 2014      | About a Boy                                |                                | Episodio: "About a kiss"     |
| 2014-2016 | Gortimer Gibbon's Life on Normal Street    | Mel                            | 40 episodios                 |
| 2015      | Yellow Day                                 | Niña                           |                              |
| 2016-2018 | Perdidos en Oz                             | Dorothy E. Gale                | 26 episodios - voz           |
| 2018      | Get Shorty                                 | Zoe                            | 2 episodios                  |
| 2019      | Doce para siempre                          | Gwen                           | 4 episodios - voz            |
| 2020      | Una pizca de magia en la ciudad misteriosa | Claire                         | Episodio: "Just add numbers" |
| 2020      | Outmatched                                 | Nicole                         | 10 episodios                 |